# Christian Wulff

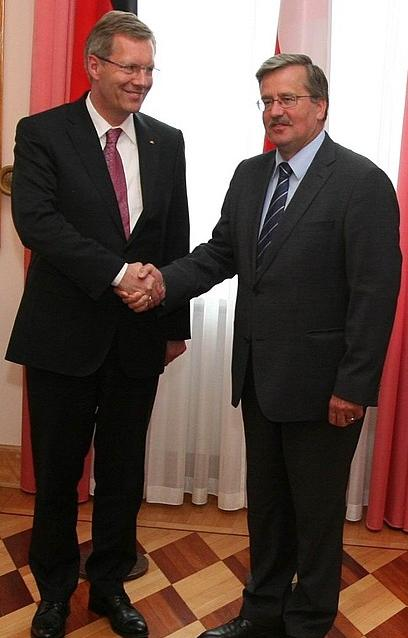
Christian Wulff i prezydent elekt Bronisław Komorowski

Christian Wilhelm Walter Wulff (wym. [ˈkʁɪstjan ˈvɪlhɛlm ˈvaltɐ vʊlf]; ur. 19 czerwca 1959 w Osnabrücku) – niemiecki prawnik i polityk, działacz Unii Chrześcijańsko-Demokratycznej (CDU), premier Dolnej Saksonii w latach 2003–2010, a w latach 2010–2012 prezydent Republiki Federalnej Niemiec.

## Życiorys

### Wykształcenie i praca zawodowa
Ukończył studia prawnicze na Uniwersytecie w Osnabrücku. Zdał następnie egzaminy państwowe i rozpoczął praktykę w zawodzie adwokata.

### Działalność polityczna do 2010
W działalność polityczną zaangażowany od końca lat 70., kiedy to wstąpił do CDU. Od 1983 do 1985 był przewodniczącym chadeckiej organizacji młodzieżowej Junge Union w Dolnej Saksonii. W 1984 wszedł w skład regionalnych władz partii. W latach 1986–2001 zasiadał w radzie miejskiej w Osnabrücku, przez pięć lat kierując frakcją radnych Unii Chrześcijańsko-Demokratycznej. W 1994 stanął na czele struktur CDU w Dolnej Saksonii (funkcję tę pełnił do 2008).
Również w 1994 został pierwszy raz wybrany do dolnosaksońskiego landtagu. W kolejnych wyborach od tego czasu skutecznie ubiegał się o reelekcję. Do 2003 kierował frakcją parlamentarną CDU. Po wyborach regionalnych w tym samym roku, w których chadecy pokonali socjaldemokratów, Christian Wulff objął urząd premiera Dolnej Saksonii, zastępując Sigmara Gabriela. Reelekcję na ten urząd uzyskał w 2008.

### Prezydent Niemiec
3 czerwca 2010 liderzy współtworzących rząd CDU Angela Merkel, FDP Guido Westerwelle i CSU Horst Seehofer wysunęli jego kandydaturę na urząd Prezydenta Niemiec, po rezygnacji z tego stanowiska złożonej przez Horsta Köhlera. Wybory przeprowadzone przez Zgromadzenie Federalne odbyły się 30 czerwca 2010. Christian Wulff został wybrany na prezydenta w trzeciej turze głosowania, pokonując kandydata opozycyjnej SPD i Zielonych, Joachima Gaucka. Urząd objął tego samego dnia, natychmiast po przyjęciu wyboru. Wcześniej zrezygnował ze stanowiska premiera Dolnej Saksonii. 2 lipca złożył uroczyste ślubowanie przed parlamentem. Pierwszą wizytę zagraniczną złożył w Brukseli, a następnie w Paryżu i w Warszawie.

### Okoliczności rezygnacji z urzędu
W grudniu 2009 Christian Wulff, podróżujący wraz z rodziną liniami Air Berlin na świąteczny urlop w amerykańskiej willi długoletniego przyjaciela i świadka na pierwszym i drugim ślubie, przedsiębiorcy Egona Geerkensa, przyjął darmową zmianę biletów na klasę biznes. Prokurator w Hanowerze po wpłynięciu doniesienia wszczął postępowanie pod kątem naruszenia przepisów dolnosaksońskiej ustawy o ministrach, zakończone później umorzeniem wobec niestwierdzenia naruszenia przepisów karnych. W odpowiedzi z 10 lutego 2010 na interpelację posłów partii socjaldemokratycznej w związku z tą sprawą w parlamencie Dolnej Saksonii Christian Wulff oświadczył, że nie prowadził od dziesięciu lat żadnych interesów z Egonem Geerkensem.
Tymczasem w grudniu 2011 ujawniono z kolei, że małżeństwo Wulffów uzyskało 25 października 2008 od zaprzyjaźnionej żony biznesmena Egona Geerkensa, Edith Geerkens, pożyczkę w wysokości pół miliona euro z rocznym oprocentowaniem wynoszącym 4% w formie wystawionego przez Egona Geerkensa i pokrytego przez konto jego żony czeku Bundesbanku na okaziciela. Według eksperta z zakresu prawa publicznego Hansa Herberta von Arnima Christian Wulff złamał dolnosaksońską ustawę o ministrach, która zakazywała w związku z pełnieniem urzędu przyjmowania prezentów. W mediach podkreślono fakt, że zakaz przyjmowania prezentów odnosi się zgodnie z ustawą także do „przywilejów” w postaci szczególnych udogodnień w prywatnych interesach (np. kredyty nieoprocentowane lub o obniżonej stopie procentowej, bony, rabaty). Poprzez uzyskanie kredytu u rodziny Geerkensów, a nie na wolnym rynku usług bankowych przy normalnym w tym czasie oprocentowaniu kredytu niezabezpieczonego (8–10%), ówczesny premier Dolnej Saksonii miał zyskać ponoć około 20 tys. euro. Ponadto wedle doniesień prasowych krótko po odpowiedzi Christiana Wulffa na interpelację przed dolnosaksońskim parlamentem Egon Geerkens zorganizował mu kontakt z bankiem prowadzącym konta przedsiębiorcy, tj. Baden-Württembergische Bank (BW Bank). Wstępną umowę z tym bankiem Christian Wulff podpisał 18 marca 2010, a 21 marca tego samego roku podjął krótkoterminowy kredyt, którym zastąpił ukrytą przed parlamentem pożyczkę prywatną.
Prezydent federalny zaprzeczył zarzutowi oszustwa parlamentu. Twierdził, że na pytanie deputowanych parlamentu krajowego Stefana Wenzela i Ursuli Helmhold, zadane w związku z wcześniejszą tzw. aferą biletów lotniczych „odpowiedział prawidłowo” i nie miał żadnych związków biznesowych z Egonem Geerkensem. Christian Wulff wyraził ubolewanie, że jego wypowiedź mogła wywrzeć mylne wrażenie i zadeklarował pełną przejrzystość sprawy, w tym umożliwienie wglądu do akt kredytowych w biurze swojego adwokata. W tym samym miesiącu Christian Wulff przedstawił za pośrednictwem swojego adwokata listę zaproszeń na urlop, które przyjął w latach 2003–2010 – łącznie było to sześć przypadków skorzystania z urlopów na koszt znajomych biznesmenów. Trzykrotnie podejmowali go Edith i Egon Geerkensowie, ponadto po jednym razie członek rady nadzorczej firmy Talanx Wolf-Dieter Baumgartl, założyciel firmy pośrednictwa finansowego AWD Carsten Maschmeyer oraz małżeństwo Angela Solaro-Meyer i Volker Meyer. Spotkało się to z krytyką w różnych środkach masowego przekazu, gdyż były to w części zaproszenia od zamożnych i wpływowych osób, które Christian Wulff poznał dopiero w czasie pełnienia funkcji premiera Dolnej Saksonii.
Konwent seniorów landtagu Dolnej Saksonii miał 20 grudnia 2011 odbyć naradę nad tym, czy Christian Wulff poprzez podjęcie kredytu od „osób trzecich” oraz finansowanie urlopów przez „osoby trzecie” złamał przepisy dolnosaksońskiej ustawy o ministrach. Posiedzenie zostało jednak bezpośrednio po zwołaniu zamknięte na wniosek przedstawicieli koalicyjnych partii chadeckiej i liberalnej, którzy wskazywali, że sprawę można omówić na forum parlamentarnym.
Na początku lutego 2012 ujawniono, że niemiecki producent filmowy David Groenewold wielokrotnie finansował podróże Christiana Wulffa. Prezydent federalny stwierdził, że zawsze zwracał mu poniesione koszty w gotówce. W przypadku podróży na Sylt w 2007 miało to wedle jego słów miejsce bezpośrednio w recepcji hotelu. W połowie stycznia 2012 David Groenewold telefonicznie domagał się od hotelu wydania mu dokumentacji związanej z noclegiem Christiana Wulffa. Gdy mu odmówiono, pojawił się w hotelu osobiście i ją odebrał. Przywódca opozycji w parlamencie Dolnej Saksonii, Thomas Oppermann, określił to postępowanie filmowca jako tuszowanie i zaciemnianie (Vertuschungen und Verdunkelungsaktionen), gdyż nastąpiło to krótko po tym, jak opozycyjni socjaldemokraci skierowali do rządu tego kraju związkowego interpelację dotyczącą dotacji rządu lokalnego dla Davida Groenewolda jako producenta filmowego. W latach 2005 i 2006 Christian Wulff jako premier Dolnej Saksonii wspierał przemysł filmowy, z czego skorzystał także m.in. David Groenewold. Ponadto kierowany przez późniejszego prezydenta rząd udzielił gwarancji kredytowej w wysokości czterech milionów euro spółce Waterfall Productions GmbH, której filmowiec był udziałowcem.
16 lutego 2012 śledczy w Hanowerze skierowali do Bundestagu wniosek o odebranie Christianowi Wulffowi immunitetu w celu umożliwienia wszczęcia przeciwko niemu śledztwa. W wyniku postępowania przygotowawczego zaistniało bowiem podejrzenie przyjęcia nienależnych korzyści oraz umożliwienie czerpania nienależnych korzyści. Parlamentarne frakcje socjaldemokratyczna i zielonych zadeklarowały poparcie wniosku prokuratury. 17 lutego 2012 Christian Wulff podał się do dymisji z funkcji prezydenta Niemiec. W 2014 po przeprowadzonym postępowaniu został uniewinniony.

## Odznaczenia i wyróżnienia
- Stopień Specjalny Krzyża Wielkiego Orderu Zasługi RFN – 2010, ex officio
- Order Zasługi Dolnej Saksonii – 2003, ex officio
- tytuł doktora honoris causa Uniwersytetu Tongji w Szanghaju – 2007